# Линдберг, Оскар (композитор)
Оскар Фредерик Линдберг (швед. Oskar Lindberg; 23 февраля 1887 — 10 апреля 1955) — шведский романтический композитор, музыкальный педагог.

## Биография
Оскар Линдберг окончил Стокгольмскую консерваторию. Обучался у известных педагогов — Андреаса Халлена и Эрнста Эльберга. С 1914 года занимал должность церковного органиста в одной из стокгольмских церквей, с 1919 вел класс композиции в консерватории, преподавал в местных вузах. Уроки композиции и гармонии у Оскара Линдберга брала шведская пианистка Сунделль, воспитанница Зауэра.
Романтическая музыка Оскара Линдберга вобрала в себя черты произведений Рахманинова и Сибелиуса, фольклора Швеции, а также элементы импрессионизма.
С 1926 года и до самой своей смерти являлся членом Шведской Королевской академии музыки. В 1939 году Оскар Линдберг составил сборник гимнов Церкви Швеции. Племянник композитора, Нильс Линдберг, стал известным джазовым музыкантом.
Одной из самых известных записей произведений Линдберга являются Симфония фа мажор, соч. 16 (создававшаяся в период с 1913 по 1916 годы), Рапсодия на основе шведской фольклорной музыки и небольшая пьеса «Три впечатления от путешествия», исполненные эребруским симфоническим оркестром под руководством Стига Вестерберга. Некоторые критики (в частности Дейв Льюис) полагают, что в симфонии многие могут заметить влияние Римского-Корсакова, во «Впечатлениях» — Сибелиуса, а вот в Рапсодии никто не найдет даже намека на популярную Рапсодию Альвена, настолько она самобытна и неординарна уже по одной своей конструкции, близкой к сюите — произведение состоит из нескольких очень коротких кусочков, основанных на традиционной шведской музыке.